# Песчаная Рудня (Светлогорский район)
Песчаная Рудня (бел. Пясча́ная Ру́дня) — деревня в Паричском сельсовете Светлогорского района Гомельской области Республики Беларусь.
На юге граничит с лесом.

## География

### Расположение
В 29 км на северо-запад от Светлогорска, 26 км от железнодорожной станции Светлогорск-на-Березине (на линии Жлобин — Калинковичи), 139 км от Гомеля.

### Гидрография
На реке Песчанка (приток реки Рудянка).

## Транспортная сеть
Транспортные связи по просёлочной, затем автомобильной дороге Паричи — Озаричи. Планировка состоит из короткой прямолинейной улицы, ориентированной с юго-запада на северо-восток. Застройка деревянная, усадебного типа.

## История
Согласно письменным источникам известна с XIX века как селение в Паричской волости Бобруйского уезда Минской губернии. В 1879 году обозначена в числе селений Паричского церковного прихода. Согласно переписи 1897 года действовали трактир, водяная мельница, сукновальня.
В 1921 году открыта школа. В 1929 году организован колхоз. Во время Великой Отечественной войны действовала подпольная патриотическая группа (руководитель И. С. Короткевич). В июле 1941 года оккупанты полностью сожгли деревню и убили 8 жителей.
До 16 декабря 2009 года в составе Козловского сельсовета, с 16 декабря 2009 года в составе Паричского поселкового Совета депутатов, с 12 декабря 2013 года в составе Паричского сельсовета.

## Население

### Численность
- 2021 год — 4 жителя

### Динамика
- 1897 год — 18 дворов, 116 жителей (согласно переписи)
- 1908 год — 19 хозяйств, 201 житель
- 1916 год — 23 двора, 159 жителей
- 1925 год — 39 дворов
- 1940 год — 58 дворов, 240 жителей
- 1959 год — 270 жителей (согласно переписи)
- 2004 год — 18 хозяйств, 26 жителей
- 2021 год — 4 жителя